# Paus Bonifatius IV
Bonifatius IV (Valeria (Marsica, Abruzzen), geboortedatum onbekend - Rome, 25 mei 615) was de 67e paus van de Katholieke Kerk. Hij werd geboren als zoon van de arts Johannes uit Valeria. Hij maakte onder paus Gregorius I carrière als dispensator, de belangrijkste administratieve positie van de Kerk.
De jaartelling Ab Urbe condita, afgekort AUC, was ingevoerd rond 400 door de Iberische historicus Orosius en was gangbaar gebleven na de val van Romeinse rijk. De Kerk was echter niet meer tevreden met een jaartelling die op een heidens systeem berustte. Daarom werd vanaf AUC 1360, het jaar voordat Bonifatius was aangetreden, de christelijke jaartelling ingesteld. Dit jaar werd, na uitgebreid rekenwerk, gelijkgesteld aan 607 na de geboorte van Christus; het jaar 0 wordt tegenwoordig niet meer met zekerheid als het werkelijke geboortejaar beschouwd. Pas de Angelsaksische historicus Beda maakte rond 800 het gebruik van de christelijke jaartelling echt gangbaar.
Tijdens het pontificaat van Bonifatius werd, met toestemming van keizer Phocas, het Pantheon in Rome tot kerk omgebouwd. Het gebouw werd door hem gewijd aan de Heilige Maagd Maria en alle martelaren. De overlevering zegt dat achtentwintig karrenvrachten botten van martelaars vanuit de Catacombe naar het Pantheon vervoerd werden, waar ze onder het hoogaltaar geplaatst werden.
Mellitus, de eerste bisschop van Londen kwam naar de paus voor een belet over zaken die de pas gevormde Engelse Kerk aangingen. Terwijl deze daar was, nam hij deel aan een synode over het "leven en de kloosterlijke vrede van monniken". Bij zijn terugkeer naar Londen nam de bisschop brieven van Bonifatius mee voor aartsbisschop Laurentius van Canterbury, voor koning Ethelbert en een schrijven, gericht aan alle Engelsen.
Tussen 612 en 615 werd Columbanus, een Ierse missionaris, overgehaald door Agilulf, koning der Longobarden, om de paus een brief te schrijven over de Controverse van de Drie Hoofdstukken, een religieuze twist die al sinds het tweede kwart van de zesde eeuw speelde. Men probeerde hiermee de Kerk van het Oosten met die van het Westen te verzoenen, na eeuwenlange strijd tussen orthodoxen en monofysieten. Een mislukte poging bij het concilie van Chalcedon en een mislukt keizerlijk decreet, de Henotikon, konden dit schisma ook niet oplossen, zodat men met de Drie Hoofdstukken kwam, die echter ook niet geaccepteerd werden. Columbanus schreef de paus:
"Gij hebt al gedwaald, O Rome! - onherroepelijk, vuig gedwaald. Niet langer schijnt gij als een ster aan het apostolisch firmament."
Hij schrijft verder dat hij verdacht wordt van ketterij wegens het aanvaarden van het Tweede Concilie van Constantinopel. Verder vraagt hij de paus zijn orthodoxie te bewijzen.
Tijdens het pontificaat van Bonifatius heerste er hongersnood en ziekte in Rome, waarvoor hij als man Gods op zijn minst gedeeltelijk verantwoordelijk werd gehouden. De paus leefde een teruggetrokken leven in zijn eigen huis, dat hij tot klooster had omgebouwd. Daar stierf hij ook. Hij werd begraven in de zuilengalerij van de Sint Pieter, waarna zijn gebeente nog driemaal verplaatst werd, tot het uiteindelijk te ruste gelegd werd onder de Sint Pieter.
Bonifatius is een heilige en martelaar, wiens feestdag 25 mei is, hoewel men ook wel 8 mei geeft.
Cursief: tegenpaus